# 安魂彌撒

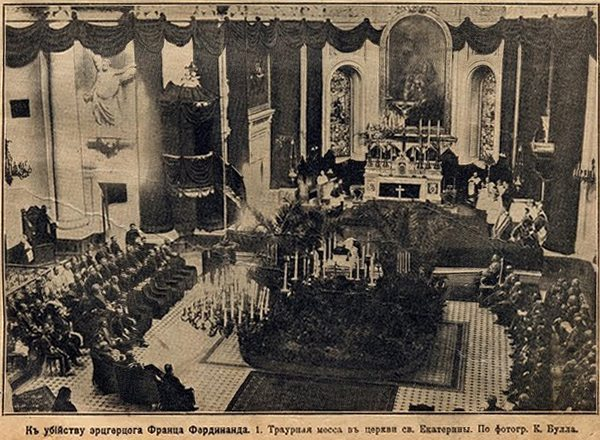
弗朗茨·斐迪南大公的葬禮中舉行的安魂彌撒，1914年見於一份俄國報紙。

安魂彌撒（英語：Requiem Mass）一詞源自拉丁文（原意為「安息」），有以下涵义：
1. 指天主教會為悼念逝者舉行的彌撒，拉丁文也稱為，現多稱為殯葬彌撒。這種彌撒除了用作葬禮儀式，也是每年11月2日的諸靈節禮儀的一部分。天主教徒相信，為在煉獄中的逝者舉行彌撒，可縮短他們在煉獄的日子、令他們更早進入天國；但這個儀式並非必須。
2. 指在安魂彌撒中所用的詩歌，稱為安魂彌撒曲，簡稱安魂曲（Requiem），又稱鎮魂曲[1]。其所用的經文，有些也為一般彌撒所用，有些則專為安魂所用。
3. 也用於稱正教會的追悼會，其儀式係為永眠者祈禱，因與天主教的Requiem相似而得名，但該用法鮮見於西歐和日本以外。

## 安魂彌撒
Requiem 一詞源自進堂詠（Introit）的首句：（主啊，請賜予他們永恆的安息，讓永恆的光照耀他們。）安息彌撒與其他彌撒不同，省去如歡讚歌（Alleluia）等愉快的經文，增加了末日經（Dies Iræ）等經文。

## 安魂曲
早期的可以追溯到中世纪的额我略平咏。后来许多作曲家写过安魂曲，例如亚历山德罗·斯卡拉蒂、沃尔夫冈·阿马德乌斯·莫扎特、加布里埃爾·佛瑞、莫里斯·迪吕弗莱。
《安魂曲》通常由下述几个乐章组成：
- 进堂咏（Introitus）: Requiem æternam dona eis, Domine（主啊，賜予他們永恆的安息）...
- 垂憐經（Kyrie）: Kyrie, eleison（主，憐憫我們）...
- 继抒咏（Sequentia）：Dies iræ（震怒之日）...
- 奉献經（Offertorium）：Domine Jesu Christe, Rex gloriæ（主耶穌基督，榮耀之王）...
- 聖三颂（Sanctus）和降福經（Benedictus）
- 羔羊颂（Agnus Dei）：Agnus Dei, qui tollis peccata mundi（神之羔羊，承擔舉世罪孽之人）...
- 领主颂（Communio）：Lux æterna luceat eis, Domine（主啊，賜永恆之光照耀他們）...
- 救主頌（Libera Me）：Libera me, Domine, de morte æterna（主啊，救我於永恆之亡歿）...
- 往天經（In Paradisum）：In paradisum deducant te Angeli（願天使領你前去天堂之樂園）...

後來「安魂曲」「鎮魂曲」之名稱逐漸見於其他形式的音樂作品，其中也不乏與宗教、儀式無關者。

## 外部連結
- 安魂彌撒 (加布里埃爾·佛瑞).（页面存档备份，存于） RTVE交響樂團. Petri Sakari.
- 安魂彌撒 (沃尔夫冈·阿马德乌斯·莫扎特).（页面存档备份，存于） RTVE交響樂團. Carlos Kalmar.
- 安魂彌撒 (安东宁·德沃夏克).（页面存档备份，存于） RTVE交響樂團. Carlos Kalmar. （页面存档备份，存于）